# Cyrtopodion rohtasfortai
Cyrtopodion rohtasfortai är en ödleart som beskrevs av  Muhammad Sharif Khan och TASNIM 1990. Cyrtopodion rohtasfortai ingår i släktet Cyrtopodion och familjen geckoödlor. Inga underarter finns listade i Catalogue of Life.